# Florent Malouda
Florent Malouda (Caiena, Guaiana Francesa, 13 de juny de 1980) és un exfutbolista professional francès, la seua posició era la de centrecampista ofensiu.

## Internacional
Ha estat internacional amb la selecció de futbol de França amb la qual va disputar la Copa Mundial de Futbol de 2006. El 2017 debutà amb la selecció de futbol de la Guaiana Francesa. La major part de la seva carrera la ha passat al Olympique de Lió i Chelsea FC.

## Palmarès

### Campionats nacionals
| Títol             | Club             | País       | Any       |
| ----------------- | ---------------- | ---------- | --------- |
| Ligue 1           | Olympique de Lió | França     | 2003-2004 |
| Ligue 1           | Olympique de Lió | França     | 2004-2005 |
| Ligue 1           | Olympique de Lió | França     | 2005-2006 |
| Ligue 1           | Olympique de Lió | França     | 2006-2007 |
| FA Cup            | Chelsea FC       | Anglaterra | 2009      |
| Community Shield  | Chelsea FC       | Anglaterra | 2009      |
| FA Premier League | Chelsea FC       | Anglaterra | 2009-10   |

### Campionats internacionals
- Lliga de Campions: 2011-12